# 陳泮嶺
陳 泮嶺（ちん はんれい、Chen Pan Ling、1892年 - 1967年4月7日）は、中華民国の中国武術家・政治家。字は俊峰。

## 人物
河南省汝寧府西平県城東郷陳荘村出身。幼少時より父から家伝の少林拳を学んでいた。20歳の時に辛亥革命の動乱に身を投じ、革命の翌年の1913年、中国国民党に入党する。
1914年、北京大学に進学。土木工学を学ぶ傍ら、太極拳・形意拳・八卦掌の稽古に勤しんでいた。太極拳は、呉鑑泉・楊少侯に師事し楊式太極拳を学んでいる。1917年、天津市の北洋大学に編入、天津において李存義の閉門弟子（生涯最後の正式な弟子）となる。1919年、天津において五四運動をとりまとめ当局に逮捕され、同年北京大学へと戻った。
北京大学を卒業後は河南省にて、水利工程測量学校校長、河南省立第一中学校教務主任など、教育者として活動していた。1925年、河南省淇県の県長となり、同年4月には河南省党部を創設し委員兼青年部部長に就任。1927年、河南省の水利局局長に就任。1930年には豫省西路特務連隊（特務機関）隊長となり、1935年には、国民党全国代表大会代表及び中央委員に当選する。
一方でこの時期、陳家太極拳の研究にも情熱を傾け、陳品三の陳氏太極拳図説の編纂・出版にも協力している。1928年には南京中央国術館の設立を受け、有志を募って河南省国術館を設立させ館長職に就任、河南省での武術の普及と教育にあたっていた。1939年、南京中央国術館副館長に就任。日中戦争の激化に伴い中央国術館が重慶市に移転した後の1941年には、重慶教育部と軍事訓練部が合同で編成した国術編審委員会の主任委員に選ばれる。
戦後も、1946年に中原工学院を設立し、1947年には黄河水利工程総局局長に就任するなど、武術家だけでなく教育者・政治家としての活動も積極的に行っていたが、1949年1月、中国人民解放軍による北京市陥落によって国民党は台湾へ渡り、国民党員であった陳もまた台湾へと亡命した。
台湾へ移住後、国民大会代表の第一期に当選。1960年、中国太極拳倶楽部と中華国術進修会を設立させる。1967年4月7日、台中省立病院にて死去。享年76。
武術家としての陳泮嶺は、南京中央国術館副館長であった他に、太極拳・形意拳・八卦掌の内家三拳を太極拳に統合した双辺太極拳（古伝統合太極拳）を創始したことで知られる。